# مجيد البرغوثي
مجيد البرغوثي (27 أغسطس 1947 -) هو شاعر فلسطيني.

## حياته ونشأته
من دير غسانة بمحافظة رام الله. ولد في مدينة اللد في 27 أغسطس 1947 وانتقل مع العائلة من اللد إلى دير غسانة إلى المفرق إلى الزرقاء إلى القدس، إلى رام الله حيث أنهى دراسته الثانوية. ابتعث إلى الجامعة الأردنية، وتخرج فيها سنة 1969 (ليسانس لغة إنجليزية وآدابها).

## عمله
عمل في مجال تدريس اللغة الإنجليزية في الأردن والكويت، ثم في مجالات الإعلام والمطبوعات والتحرير والترجمة في قطر، والأردن.

## قصائده
نشر قصائد في صحف عربية وأصدر ديوان شعر بعنوان: ممر لا يشابهه ممر، دار الشروق للطباعة والتوزيع والنشرفي أبريل من عام 2006 و يعمل حاليا في مجالات الكتابة والترجمة وتحرير المطبوعات ويكتب وينشر في عدة مواقع على الإنترنت وفي الصحافة.